# Moellerodiscus brockesiae
Moellerodiscus brockesiae är en svampart som beskrevs av Henn. 1902. Moellerodiscus brockesiae ingår i släktet Moellerodiscus och familjen Rutstroemiaceae.   Inga underarter finns listade i Catalogue of Life.